# Parque nacional Beit Guvrin
El Parque nacional Beit Guvrin-Maresha (en hebreo: בית גוברין - מרשה) es un parque nacional en el centro de Israel, a 13 kilómetros de Kiriat Gat, que abarca las ruinas de Maresa, una de las ciudades importantes de Judá durante el tiempo del "primer templo", y Beit Guvrin, una importante ciudad en la época romana, cuando era conocida como Eleutheropolis.
Los artefactos arqueológicos descubiertos en el sitio incluyen un gran cementerio judío, un anfiteatro romano-bizantino, una iglesia bizantina, baños públicos, algunos mosaicos y  cuevas que funcionaban como sepulcros.
El 22 de junio del 2014, la Unesco eligió la denominación Cuevas de Maresha–Bet Guvrin en la Baja Judea – Microcosmos de la Tierra de las Cuevas del que forma parte el parque como Patrimonio de la Humanidad.